# Pristimantis calcaratus
Pristimantis calcaratus es una especie de anfibio anuro de la familia Craugastoridae.

## Distribución
Esta especie es endémica de la vertiente occidental de la Cordillera Occidental en Colombia. Habita en los departamentos de Risaralda y Valle del Cauca entre los 1400 y 2700 m de altitud.

## Descripción
El holotipo mide 17 mm.

## Publicación original
- Boulenger, 1908 : Descriptions of new Batrachians and Reptiles discovered by Mr. M. G. Palmer in South-western Colombia. Annals and Magazine of Natural History, sér. 8, vol. 2, n.º 12, p. 515-522[5]